# سعدان أمريكا الوسطى السنجابي
سعدان أمريكا الوسطى السنجابي (الاسم العلمي: Saimiri oerstedii)، المعروف أيضًا باسم سعدان سنجابي أحمر الظهر، هو سعدان سنجابي يستوطن ساحل المحيط الهادئ في كوستاريكا وبنما. يقتصر على الطرف الشمالي الغربي من بنما بالقرب من الحدود مع كوستاريكا، والساحل الجنوبي للمحيط الهادئ لكوستاريكا، في المقام الأول في متنزهات مانويل أنطونيو وكوركوفادو الوطنية.
وهو قرد صغير ذو ظهر برتقالي وقناع أبيض وأسود مميز للوجه. يحتوي على نظام غذائي نهم، ويتناول الفواكه والمواد النباتية واللافقاريات وبعض الفقاريات الصغيرة. كما لديه عدداً من الحيوانات المفترسة، بما في ذلك الطيور الجارحة والقطط والثعابين. يعيش في مجموعات كبيرة تحتوي عادة على ما بين 20 و 75 قردة. انها واحدة من أكثر الهياكل الاجتماعية المساواة بين جميع القرود. لا تشكل الإناث تسلسل هرمي، ولا يفعل الذكور ذلك إلا في موسم التكاثر. تصبح الإناث ناضجة جنسيا في عمر 21⁄2 سنوات، والذكور في سن 4 إلى 5 سنوات. تغادر الإناث الناضجة جنسياً مجموعاتها الأم، ولكن يمكن أن يبقى الذكور مع مجموعتهم الطبيعية طوال حياتهم. يمكن أن يعيش سعدان أمريكا الوسطى السنجابي لأكثر من 15 عامًا.
انخفض أعدادها في أمريكا الوسطى بشكل حاد بعد السبعينيات. يُعتقد أن هذا الانخفاض ناتج عن إزالة الغابات والصيد والبقاء كحيوانات أليفة. الجهود جارية للحفاظ على الأنواع.

## التصنيف
سعدان سنجابي أمريكا الوسطى هو عضو في عائلة سعادين كبوشية الشكل، وهي عائلة قرود العالم الجديد التي تحتوي على سعدان سنجابي، وكبوشاوات، وطمارين، وقرود القشة. ضمن عائلة سعادين كبوشية الشكل، هو عضو في الفصيلة الفرعية سعدان سنجابي (Saimiriinae)، الفصيلة الفرعية التي تحتوي على سعدان سنجابي. وهو واحد من خمسة أنواع معروفة من سعدان سنجابي، وهو النوع الوحيد الذي يوجد خارج أمريكا الجنوبية. يتم وضع سعدان سنجابي أمريكا الوسطى في جنس سعدان سنجابي(Saimiri) جنبًا إلى جنب مع جميع أنواع سعدان سنجابي الأخرى. من بين سعدان سنجابي، يرتبط سعدان سنجابي أمريكا الوسطى ارتباطًا وثيقًا بسعدان سنجابي غوياني(Saimiri sciureus) وسعدان سنجابي عاري الأذن(Saimiri ustus) وتشكل هذه الأنواع الثلاثة مجموعة أنواع S. sciureus . أطلق جوهانس ثيودور راينهارد الاسم ذو الحدين Saimiri oerstedii على شرف زميله عالم الأحياء الدنماركي أندرس ساندو أورستيد.
هناك نوعان فرعيان من سعدان سنجابي أمريكا الوسطى:
- سعدان سنجابي أمريكا الوسطى أسود متوج Saimiri oerstedii oerstedii
- سعدان سنجابي أمريكا الوسطى رمادي التاج Saimiri oerstedii citrinellus

لذا. يعيش الأسود المتوج في الجزء الغربي من المحيط الهادئ من بنما ومنطقة شبه جزيرة أوسا في كوستاريكا (بما في ذلك منتزه كوركوفادو الوطني) ، بينما S. o. يعيش رمادي التاج في الجزء الأوسط من المحيط الهادئ من كوستاريكا. أكبر تقدير (آخرها في عام 2003) هو أن العشائر البرية المتبقية الذي يتراوح بين 1300 و 1800 فرد فقط.

## الوصف الجسماني
يختلف سعدان سنجابي أمريكا الوسطى في التلوين عن قرود السنجاب في أمريكا الجنوبية. في حين تميل قرود السنجاب في أمريكا الجنوبية إلى اللون الأخضر بشكل أساسي، فإن الأنواع في أمريكا الوسطى لها ظهر برتقالي مع أكتاف وأرداف وذيل وأجزاء سفلية بيضاء. اليدين والقدمين برتقالية أيضًا. يوجد غطاء أسود أعلى الرأس وطرف أسود في نهاية الذيل. عادة ما يكون لدى الذكور قبعات تاجية أخف من الإناث. الوجه أبيض مع حواف سوداء حول العينين وأسود حول الأنف والفم.
النوعان متشابهان في اللون، لكنهما يختلفان في ظل القبعات التاجية. الأنواع الفرعية الشمالية، التي تعيش في وسط المحيط الهادئ بكوستاريكا، لها قبعات تاجية أخف من السلالات الجنوبية، التي تعيش في بنما وأجزاء من كوستاريكا بالقرب من بنما. الأنواع الفرعية الجنوبية لها أيضًا أطراف وأجزاء سفلية أكثر أصفرار.
يبلغ طول البالغات ما بين 266 و 291 ملم (10 + 1⁄2 و 11 + 1⁄2 بوصة) ، باستثناء الذيل، ويبلغ وزنها بين 600 و 950 جرامًا (21 و 34 أوقية). الذيل أطول من الجسم، ويتراوح طوله بين 362 و 389 ملم (14 + 1⁄4 و 15 + 3⁄8 بوصة). كما هو الحال مع السعادين السنجابي الأخرى، وهناك مثنوية الشكل الجنسية كبيرة. في المتوسط، يزن الذكور 16٪ أكثر من الإناث. يبلغ متوسط وزن الجسم للذكور 829 جم (29 + 1⁄4 أوقية) ومتوسط الإناث 695 جم (24 + 1⁄2 أوقية). تمتلك السعادين السنجابي أكبر أدمغة من جميع الرئيسيات بالنسبة لحجم أجسامهم. يزن دماغ سعدان سنجابي أمريكا الوسطى حوالي 25.7 جم (29-32 أوقية) ، أو حوالي 4٪ من وزن جسمه. على عكس الأقارب الأكبر حجمًا، مثل قرود الكبوشي والعنكبوتية والعواء ، فإن سعدان سنجابي أمريكا الوسطى ليس لديها ذيل كامل لشئ ما، باستثناء الأطفال حديثي الولادة، ويستخدم الذيل بشكل أساسي للمساعدة في التوازن.

## السلوك

### الهيكل الاجتماعي

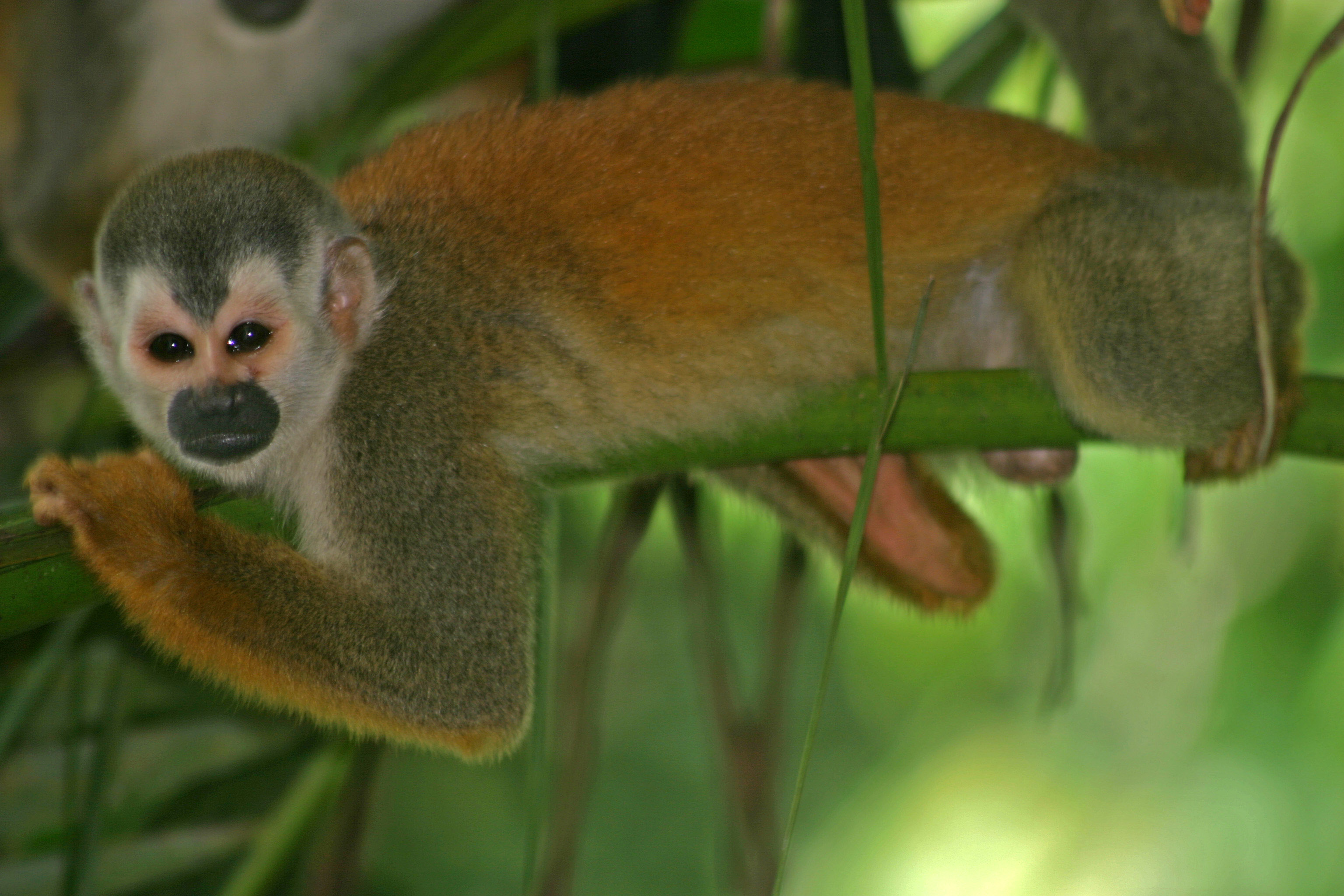
الاستراحة على فروع الأغصان

سعدان سنجابي أمريكا الوسطى وهو شجري ونهاري، وغالبًا ما يتحرك عبر الأشجار على أربع أرجل (حركة رباعية). يعيش في مجموعات تضم عدة ذكور وإناث وأحداث. يميل حجم المجموعة إلى أن يكون أصغر من حجم تلك التي في أمريكا الجنوبية، لكنه لا يزال أكبر من العديد من أنواع قرود العالم الجديد الأخرى. تتكون المجموعة بشكل عام من 20 إلى 75 قردا، بمتوسط 41 قردا. تحدث أحيانًا مجموعات تزيد عن 100، ولكن يُعتقد أن هذه عمليات اندماج مؤقتة لمجموعتين. في المتوسط، تحتوي المجموعات على حوالي 60٪ من الإناث أكثر من الذكور.
تتراوح مساحة مجموعات سعدان سنجابي بين 35 و 63 هكتارًا (86 و 156 فدانًا). يمكن أن تتداخل نطاقات المجموعات، خاصة في المناطق المحمية الكبيرة مثل حديقة مانويل أنطونيو الوطنية. يحدث تداخل أقل في المناطق الأكثر تجزؤًا. يمكن للمجموعات السفر بين 2500 و 4200 متر (8200 و 13800 قدم) يوميًا. على عكس بعض أنواع القرود الأخرى، لا تنقسم المجموعة إلى مجموعات بحث منفصلة خلال النهار. قد تنفصل القرود الفردية عن المجموعة الرئيسية للانخراط في أنشطة مختلفة لفترات من الزمن، وبالتالي يمكن توزيع المجموعة على مساحة تصل إلى 1.2 هكتار (3 أفدنة) في أي وقت. تميل المجموعة إلى النوم في نفس الأشجار كل ليلة لأشهر في كل مرة، على عكس قرود السنجاب الأخرى.
لا يوجد تسلسل هرمي للهيمنة بين الإناث، ولا تشكل الإناث ائتلافات. يرتبط الذكور في مجموعات ببعضهم البعض، وبالتالي يميلون إلى تكوين انتماءات قوية، ويشكلون فقط التسلسلات الهرمية للهيمنة خلال موسم التكاثر. هذا هو الحال بشكل خاص بين الذكور من نفس العمر. لا يهيمن الذكور ولا الإناث على بعضهم البعض، وهو نظام اجتماعي متكافئ ينفرد به سعدان سنجابي أمريكا الوسطى. في الأنواع في أمريكا الجنوبية، إما الإناث (S. boliviensis) أو الذكور (S. sciureus) هي المهيمنة على الجنس الآخر، ويشكل كلا الجنسين التسلسل الهرمي للهيمنة المستقرة. لا تتنافس مجموعات سعدان سنجابي أمريكا الوسطى أو تتقاتل مع بعضها البعض. من المعروف أن ذكور سعدان سنجابي كوستاريكي لها روابط وثيقة جدًا مع بعضها البعض.
على الرغم من أن أنواع سعدان سنجابي في أمريكا الجنوبية غالبًا ما تسافر وتتغذى جنبًا إلى جنب مع الكبوشي، إلا أن سعدان سنجابي أمريكا الوسطى نادرًا ما يرتبط بالكبوشي أبيض الوجه. يبدو أن هذا مرتبط بحقيقة أن الطعام الذي يأكله سعدان سنجابي أمريكا الوسطى يتم توزيعه في بقع أصغر وأكثر تشتتًا من تلك الموجودة في قرود السنجاب في أمريكا الجنوبية. نتيجة لتوزيع الغذاء المختلف، فإن الارتباط مع الكبوشي من شأنه أن يفرض تكاليف علف أعلى على سعدان سنجابي أمريكا الوسطى مقارنة بنظرائهم في أمريكا الجنوبية. بالإضافة إلى ذلك، في حين أن ذكور الكبوشي أبيض الرأس يقظون للحيوانات المفترسة، فإنهم يكرسون اهتمامًا أكبر للكشف عن الذكور المنافسين أكثر من اكتشاف الحيوانات المفترسة، ووقتًا أقل نسبيًا للكشف عن الحيوانات المفترسة من نظرائهم في أمريكا الجنوبية.
في إحدى الدراسات، لوحظ وجود اتجاه طفيف حيث كان من المرجح أن تسافر سعدان سنجابي أمريكا الوسطى بالقرب من قرود العواء المكسوة إذا كان العواء ينطق بصوت عالٍ في نطاق موطنه، ولكن لم يلاحظ أي اتصال جسدي أو تفاعل اجتماعي واضح. قد تنضم السنجاب المتنوعة وذات الذيل الأحمر إلى مجموعات قرود أمريكا الوسطى دون إثارة رد فعل من القرود.
ترتبط أنواع معينة من الطيور بسعدان سنجابي أمريكا الوسطى. تتبع الطيور القرود في محاولة لتفترس الحشرات والفقاريات الصغيرة التي تطردها القرود. في منتزه كوركوفادو الوطني، تشمل أنواع الطيور المعروفة باتباع سعدان سنجابي بانتظام حدأة مزدوج الأسنان، وتناجر رمادي الرأس، ومُتسلق الخشب بُنّي مُجنح ، ولكن الأنواع الأخرى من مُتسلقات الخشب وأنواع مثل مطموطية ونهاسية تفعل ذلك أيضًا. يزداد هذا النشاط خلال موسم الأمطار، حيث يصعب العثور على المفصليات.

### النظام الغذائي

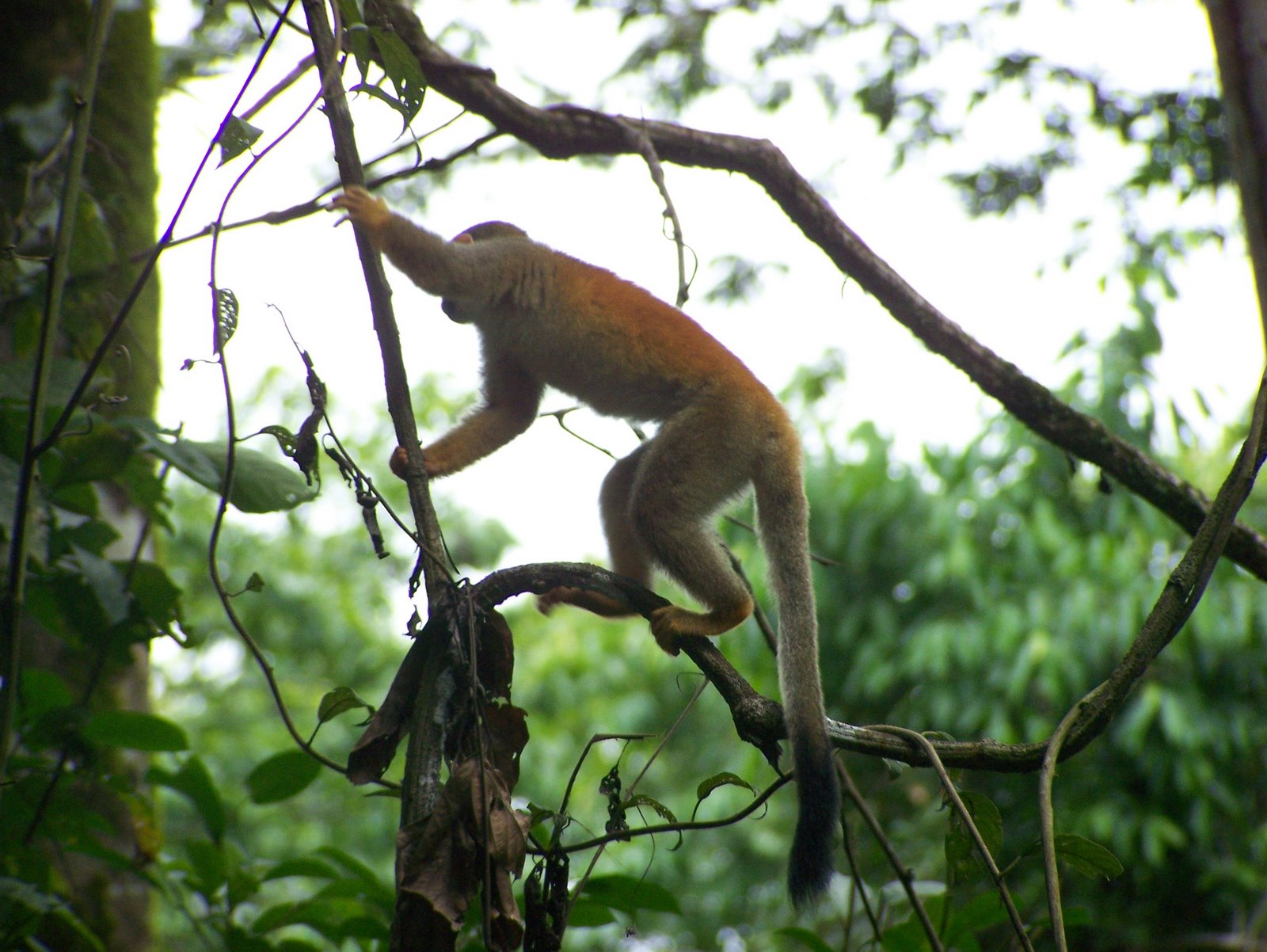
البحث عن الطعام في منتزه مانويل أنطونيو الوطني

سعدان سنجابي أمريكا الوسطى آكل اللحوم. يشمل نظامها الغذائي الحشرات ويرقات الحشرات (وخاصة الجنادب واليرقات) والعناكب والفواكه والأوراق واللحاء والزهور والرحيق. كما أنه يأكل الفقاريات الصغيرة، بما في ذلك الخفافيش والطيور والسحالي وضفادع الأشجار. يجد طعامه يبحث عن الطعام عبر المستويات السفلية والمتوسطة من الغابة، عادة ما يتراوح ارتفاعه بين 4.5 و 9 أمتار (15 و 30 قدمًا). يقضي ثلثا إلى ثلاثة أرباع كل يوم في البحث عن الطعام. تواجه صعوبة في العثور على الطعام المطلوب في وقت متأخر من موسم الأمطار، عندما يتوفر عدد أقل من المفصليات.
لديها طريقة فريدة لالتقاط الخفافيش التي تصنع خيمتها. يبحث عن الخفافيش المطوية من خلال البحث عن خيامها (المصنوعة من ورقة مطوية). عندما يجد خفاشًا يصعد إلى مستوى أعلى ويقفز على الخيمة من الأعلى، في محاولة لإزاحة الخفاش. إذا لم يطير الخفاش الساقط بعيدًا في الوقت المناسب، ينقض القرد عليه على الأرض ويأكله.
سعدان سنجابي أمريكا الوسطى هو مشتت مهم للبذور وملقح لبعض الزهور، بما في ذلك زهرة العاطفة. على الرغم من أنه ليست آفة زراعية كبيرة، إلا أنه يأكل أحيانًا الذرة والقهوة والموز والمانجو. تشمل الفواكه الأخرى المأكولة السيكروبيا والبقوليات والتين والنخيل وخشب الخنزير والليتشيفا واليايو فلاكو وفواكه الكاجو البرية.

### التواصل
سعدان سنجابي أمريكا الوسطى صاخب. يصنع العديد من الصرير والصفارات والغردات. كما أنه يسافر عبر الغابة بشكل صاخب، مما يزعج الغطاء النباتي أثناء تحركه.

### الحيوانات المفترسة
تشمل الحيوانات المفترسة لسعدان سنجابي أمريكا الوسطى الطيور الجارحة والقطط والثعابين. تفترس الثعابين المقيدة والسامة سعدان سنجابي. الطيور الجارحة هي حيوانات مفترسة فعالة بشكل خاص لسعدان سنجابي أمريكا الوسطى. يتحمل الذكور الأكبر سنًا معظم المسؤولية عن اكتشاف الحيوانات المفترسة. عندما يكتشف قرد السنجاب أمريكا الوسطى طائرًا جارحًا، فإنه يعطي زقزقة إنذار عالية النبرة ويغوص بحثًا عن غطاء. جميع قرود السنجاب الأخرى التي تسمع نداء الإنذار تغوص أيضًا بحثًا عن غطاء. تتوخى القرود الحذر بشكل خاص بشأن الطيور الجارحة، وتعطي إنذارات عند اكتشاف أي شيء يشبه الطيور الجارحة، بما في ذلك الطائرات الصغيرة وحتى الأغصان المتساقطة والأوراق الكبيرة.

## التكاثر

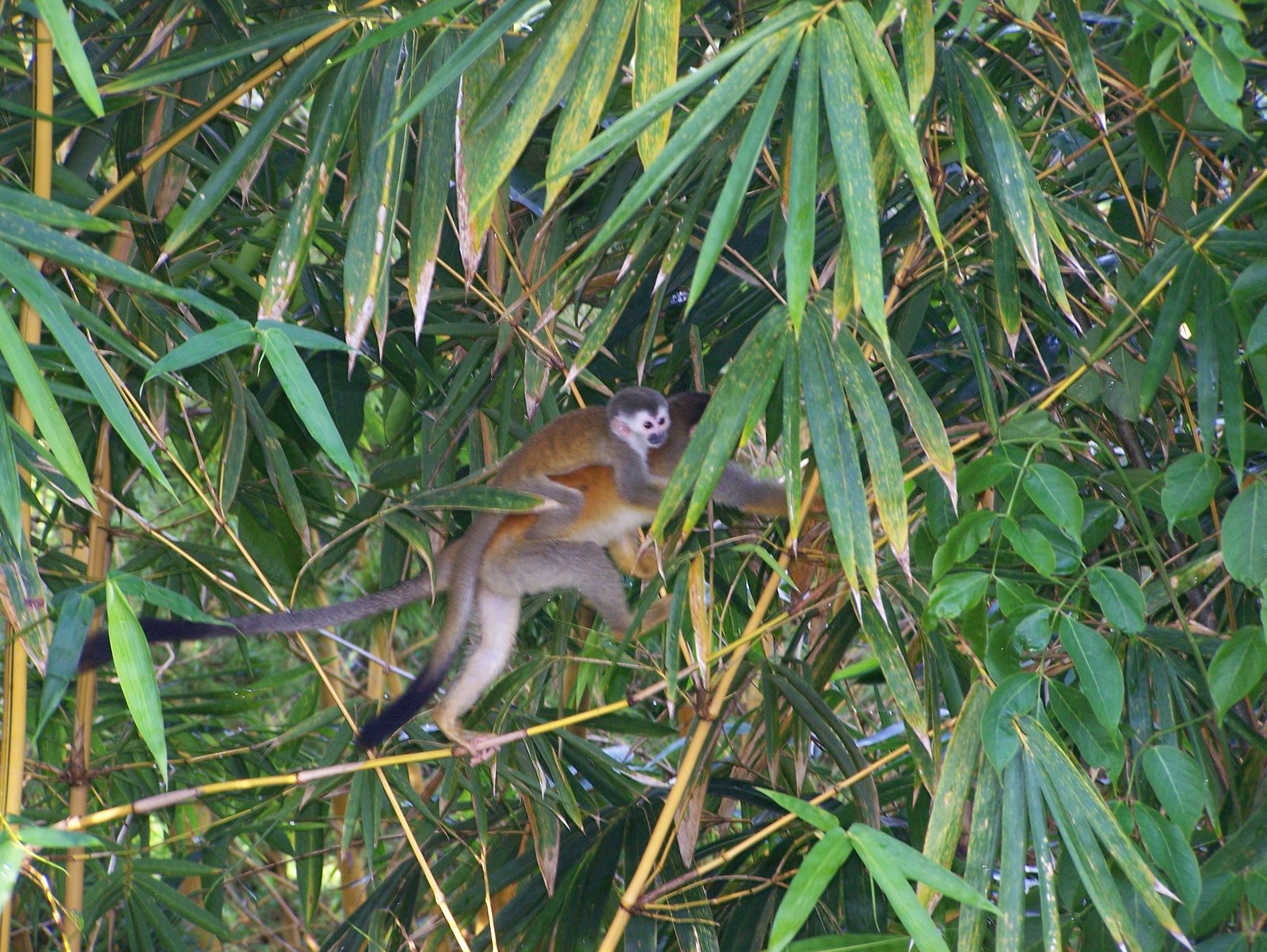
رضيع يبلغ من العمر شهرين يمتطي ظهر أمه

موسم تكاثر سعدان سنجابي أمريكا الوسطى في سبتمبر. تأتي جميع الإناث إلى دورة وداقية في نفس الوقت تقريبًا. قبل شهر أو شهرين من بدء موسم التكاثر، يصبح الذكور أكبر. هذا ليس بسبب العضلات الزائدة، ولكن لتغيير توازن الماء داخل جسم الذكر. يحدث هذا بسبب تحويل هرمون التستوستيرون الذكري إلى هرمون الاستروجين ؛ وبالتالي كلما زاد هرمون التستوستيرون الذي ينتجه الذكر، زاد نموه قبل موسم التكاثر. نظرًا لأن الذكور داخل مجموعة الأكثر فاعلية للوصول إلى الإناث خلال موسم التكاثر، ولا يحاولون إجبار الإناث على التعايش معهم، فمن المعتقد أن اختيار الإناث يحدد الذكور الذين يتكاثرون معهم. تميل الإناث إلى تفضيل الذكور الذين يتوسعون أكثر قبل موسم التكاثر. قد يكون هذا لأن الذكور الأكثر تضخمًا هم عمومًا الأكبر سنًا والأكثر فاعلية في اكتشاف الحيوانات المفترسة، أو قد تكون حالة انتقاء بين الجنسين.
يترك الذكور مجموعتهم أحيانًا لفترات قصيرة من الوقت خلال موسم التكاثر لمحاولة التزاوج مع الإناث من المجموعات المجاورة. تتقبل الإناث الذكور من مجموعات أخرى، على الرغم من أن الذكور المقيمين يحاولون صد المتسللين. فترة الحمل هي ستة أشهر، ويولد الرضع في غضون أسبوع واحد خلال شهري فبراير ومارس. عادة، يولد رضيع واحد.
يعيش 50٪ فقط من الرضع أكثر من ستة أشهر، ويرجع ذلك إلى حد كبير إلى افتراس الطيور. يظل الرضيع معتمدًا على والدته لمدة عام تقريبًا. تلد الإناث كل 12 شهرًا، لذلك يصبح الرضيع السابق مستقلاً في نفس الوقت تقريبًا الذي يولد فيه الرضيع الجديد. تصبح الإناث ناضجة جنسيًا في سن 21⁄2، بينما يصبح الذكور ناضجين جنسيًا في سن 4 و 5 سنوات. تترك الإناث مجموعتهن عند الولادة عند بلوغ مرحلة النضج الجنسي، بينما يظل الذكور عادة مع مجموعتهم طوال حياتهم. هذا يختلف عن أنواع قرود السنجاب في أمريكا الجنوبية، حيث ينتشر الذكور من مجموعة الولادة أو يتفرق كلا الجنسين. يميل الذكور من نفس العمر إلى الارتباط ببعضهم البعض في مجموعات العمر. عند بلوغ مرحلة النضج الجنسي، قد تختار المجموعة العمرية مغادرة المجموعة ومحاولة طرد الذكور من مجموعة أخرى من أجل الحصول على فرص إنجابية متزايدة.
عمر سعدان سنجابي أمريكا الوسطى في البرية غير معروف، لكن من المعروف أن العينات الأسيرة تعيش أكثر من 15 عامًا. من المعروف أن أنواع قرود السنجاب الأخرى قادرة على العيش لأكثر من 20 عامًا.

## توزيع والسكن
سعدان سنجابي أمريكا الوسطى لديه توزيع محدود في كوستاريكا وبنما. يعيش فقط بالقرب من ساحل المحيط الهادئ. يغطي نطاقها وسط المحيط الهادئ لكوستاريكا في الشمال عبر غرب بنما. تعيش في اثنين من المتنزهات الوطنية في كوستاريكا - حديقة مانويل أنطونيو الوطنية ومنتزه كوركوفادو الوطني - حيث يمكن للزوار رؤيتها، ولكن لا يُرى بشكل شائع في هذه المتنزهات مثل الكبوشي أبيض الرأس أو قرود العواء المُغطى. تعيش في غابات الأراضي المنخفضة وتقتصر على الغابات الثانوية والغابات الأولية التي تم قطعها جزئيًا. فهي تتطلب غابات ذات غطاء نباتي منخفض ومتوسط المستوى ووفيرة وتجد صعوبة في البقاء على قيد الحياة في الغابات الطويلة والناضجة وغير المضطربة والتي تفتقر إلى هذا الغطاء النباتي. قد يفسر تخصصها للغابات الساحلية المنخفضة توزيعها المحدود.

## حالة الحفظ

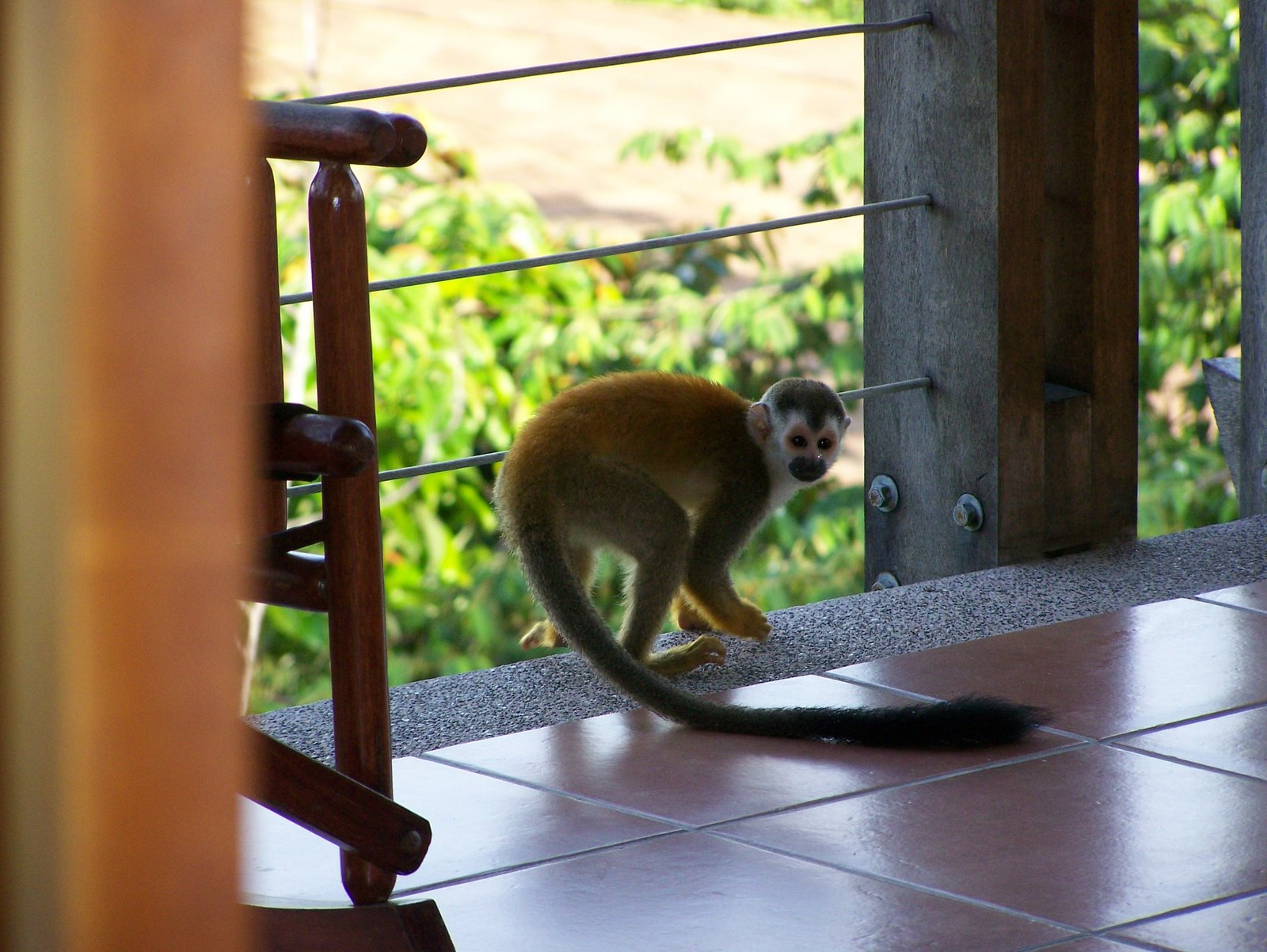
على شرفة فندق بالقرب من منتزه مانويل أنطونيو الوطني ، كوستاريكا

كان يعتقد ذات مرة أن سعدان سنجابي أمريكا الوسطى كان مجرد مجموعة من أنواع سعدان سنجابي أمريكا الجنوبية جلبها البشر إلى أمريكا الوسطى. تضمنت الأدلة على هذه النظرية مجموعة صغيرة جدًا من سعدان سنجابي أمريكا الوسطى والفجوة الكبيرة من نطاق أي نوع آخر من قرود السنجاب. أظهرت دراسة للحمض النووي والدنا ميتوكوندريا أن سعدان سنجابي أمريكا الوسطى هو بالفعل نوع منفصل يبدو أنه اختلف عن الأنواع في أمريكا الجنوبية منذ فترة طويلة - منذ ما لا يقل عن 260000 سنوات وربما منذ أكثر من 4 مليون سنة. دراسة جينية أجراها  وآخرون. في تقديرات 2015 أن سعدان سنجابي أمريكا الوسطى تباعد عن S. scuireus قبل أقل من 1 مليون سنة بقليل.
إحدى النظريات الشائعة هي أن سعدان سنجابي عاشت بالفعل في كولومبيا خلال أواخر العصر الميوسيني أو البليوسين وهاجر السعدان السنجابي هذه إلى أمريكا الوسطى، لتصبح أسلاف الأنواع الحالية في أمريكا الوسطى. وفقًا لهذه النظرية، هاجر العواء الأسود الغواتيمالي إلى أمريكا الوسطى في نفس الوقت تقريبًا. تم إغلاق المرور عبر برزخ بنما لاحقًا بسبب ارتفاع المحيطات، وانفتح في النهاية على موجة أخرى من الهجرة منذ حوالي 2 مليون سنة. هؤلاء المهاجرون اللاحقون، أسلاف السكان المعاصرين من الكبوشي ذوي الرؤوس البيضاء، والعواء المُغطى وسعدان عنكبوتي أسود اليد، تفوقوا على المهاجرين السابقين، مما أدى إلى مجموعة صغيرة من سعدان سنجابي أمريكا الوسطى والعواء الأسود الغواتيمالي. اقترح فورد أن مستويات المياه العالية خلال العصر الحديث الأقرب لا تقطع سعدان سنجابي أمريكا الوسطى عن قرود السنجاب الأخرى فحسب، بل كانت مسؤولة أيضًا عن تكوين نوعين فرعيين. لينش ألفارو وآخرون. يشير إلى أن فصل سعدان سنجابي أمريكا الوسطى عن قرود السنجاب الأخرى ربما يكون قد نتج عن فترة من الجفاف الشديد في شمال أمريكا الجنوبية.
قدرت الكثافة السكانية بـ 36 قردا لكل كيلومتر مربع (93 لكل ميل مربع) في كوستاريكا و 130 قردا لكل كيلومتر مربع (337 لكل ميل مربع) في بنما. تشير التقديرات إلى أن عدد سكان قرد السنجاب في أمريكا الوسطى قد انخفض من حوالي 200000 في السبعينيات إلى أقل من 5000. يُعتقد أن هذا يرجع إلى حد كبير إلى إزالة الغابات والصيد والاستيلاء على تجارة الحيوانات الأليفة. هناك جهود كبيرة داخل كوستاريكا لمحاولة الحفاظ على هذا القرد من الانقراض. يحاول مشروع إعادة التحريج داخل بنما الحفاظ على تلاشي سكان مقاطعة تشيريكي.
اعتبارًا من عام 2021، تم إدراج سعدان سنجابي أمريكا الوسطى على أنه مهدد بالانقراض من وجهة نظر الحفظ من قبل الاتحاد الدولي لحفظ الطبيعة. ويرجع ذلك أساسًا إلى فقدان الموائل المستمر لإزالة الغابات، ولكن مصادر أخرى مثل الاستيلاء على تجارة الحيوانات الأليفة أيضًا.